# Дискусія про атомну енергію

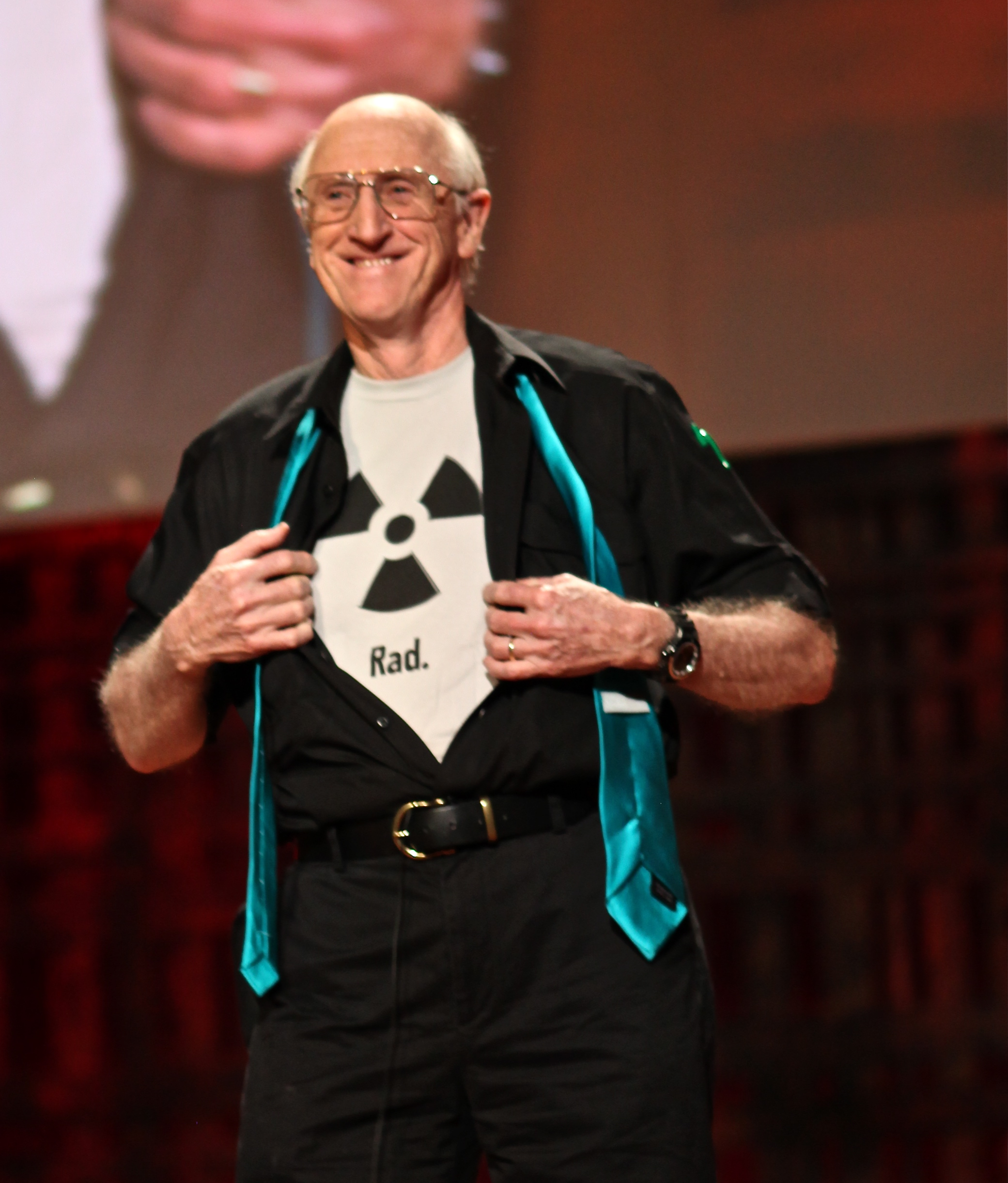
Стюарт Бренд на дебатах 2010 року: «Чи потрібна світу ядерна енергія?»

Дискусія про атомну енергію — полеміка про впровадження і використання ядерних реакторів у мирних цілях для виробництва електроенергії з ядерного палива. У 1970-1980-х роках у деяких країнах суперечки навколо «мирного атома» досягли свого піка.
Прибічники атомної енергетики стверджують, що атом є джерелом дешевої і безпечної електроенергії. Заявляється, що атомна енергетика, на відміну від органічного палива, практично не призводить до забруднення повітря і, відповідно, дозволяє скоротити викиди в атмосферу парникових газів. Крім того, ще однією перевагою ядерної енергії називають можливість для більшості західних країн подолати таким чином залежність від імпортного палива і забезпечити свою енергетичну безпеку. При цьому підкреслюється, що за використання новітніх технологій і переходу на нові ядерні реактори ризики зберігання радіоактивних відходів практично мінімальні.
Противники ж ядерної енергії не поділяють думку про те, що атомна енергія є безпечним і стійким джерелом енергії, і заявляють, що існування АЕС створює загрозу для людей і для навколишнього середовища: видобуток, переробка і транспортування урану тягнуть за собою ризик для здоров'я людей і завдають шкоди екології; крім цього, вкрай гостро стоїть питання розповсюдження ядерної зброї, а також залишається невирішеною проблема зберігання радіоактивних відходів. Противники ядерної енергетики також підкреслюють, що ядерні реактори є надзвичайно складними механізмами, тому не можна виключати ризику аварії, сумним доказом чого є низка серйозних радіаційних аварій. Такі ризики не завжди можна знизити впровадженням нових технологій. Крім того, якщо врахувати всі стадії виробництва атомної енергії від видобутку урану до виведення ядерних об'єктів з експлуатації, АЕС навряд чи можна назвати дешевим джерелом енергії.
Нині три з чотирьох найбільших економік світу більшу частину електроенергії отримують з поновлюваних джерел енергії, а не за рахунок ядерних джерел.

## Два протиборчі табори
Поступово суспільство розділилося на два табори, залежно від ставлення до атомної енергії: табір прихильників і табір противників. У основі цього поділу лежать різні погляди на ризики цього виду енергії, а також особисті переконання щодо участі громадськості в процесі прийняття рішень у галузі високих технологій. Найзлободеннішими є такі питання: чи безпечні АЕС для людини і навколишнього середовища? Чи можливе повторення Чорнобиля або Фукусіми? Чи можемо ми безпечно утилізувати радіоактивні відходи? Чи здатна ядерна енергетика зменшити зміну клімату й забруднення повітря?
2010 року вийшла книга Баррі Брука і Єна Лоу «Для чого і чому: ядерна енергетика». Баррі Брук висуває сім аргументів на користь ядерної енергії:
- Відновлювані джерела енергії можуть виявитися не здатними запобігти енергетичній кризі й перешкодити зміні клімату
- Ресурси ядерного палива практично не обмежені
- Впровадженням нових технологій можна домогтися безпечної утилізації радіоактивних відходів
- Ядерна енергетика вважається найбезпечнішим видом енергії
- Ядерна енергетика сприяє зміцненню глобальної безпеки
- Вважається, що видобуток електроенергії за допомогою ядерної енергетики обходиться дешевше, в порівнянні з органічним паливом і поновлюваними джерелами енергії
- Розвиток ядерної енергетики може призвести до революції в області безпечної енергетики

Єн Лоу, своєю чергою, висуває такі аргументи проти використання ядерної енергії:
- Розвиток АЕС навряд чи здатний найближчим часом вплинути на зміну клімату
- Будівництво та експлуатація АЕС обходиться занадто дорого
- Цілком можливо, що показники потреб населення в електроенергії завищено
- Як і раніше залишається невирішеною проблема поховання відходів
- Існує загроза розповсюдження ядерної зброї і, як наслідок, ядерної війни
- Великі сумніви викликає, чи є цей метод вироблення енергії безпечним
- Є ризик радіаційних катастроф

У журналі Економіст заявляють, що ядерна енергетика — це «небезпечно, непопулярно, дорого і ризиковано», і що «її відносно легко можна замінити іншими видами енергії».

## Електрика і енергія
За даними Всесвітньої ядерної асоціації та Міжнародного агентства з атомної енергії, 2012 рік відзначено найнижчими від 1999 року показниками продуктивності АЕС: 2012 року у всьому світі атомні електростанції виробили 2346 млрд кВт-год електроенергії, що на сім відсотків менше, ніж 2011 року. Експерти пов'язують цей факт з тим, що після аварії на АЕС Фукусіма-1 значну частину АЕС Японії вивели з експлуатації на цілий рік. Зниженню виробництва електроенергії також посприяло і закриття восьми енергоблоків у Німеччині. Крім цього, цього ж року припинено роботу ще кількох реакторів у США (Кристал Рівер, Форт Калгун і Сан-Онофре).
Нині в Бразилії, Китаї, Німеччині, Індії, Японії, Мексиці, Нідерландах, Іспанії та Великій Британії з альтернативних відновлюваних джерел енергії виробляється більша частина електроенергії, ніж з ядерних джерел. 2015 року виробництво електроенергії з використанням сонячної енергії виросло на 33 %, а енергії вітру — більше ніж на 17 %.
Численні дослідження підтвердили, що атомні електростанції виробляють близько 16 % світової електроенергії, проте це забезпечує лише 2,6 % кінцевого споживання енергії. Ця невідповідність пояснюється переважно низькою ефективністю споживання цього виду електроенергії, порівняно з іншими енергоносіями, а також тим, що доводиться враховувати збитки, пов'язані з транспортуванням електроенергії, оскільки АЕС зазвичай розташовані далеко від місця кінцевого споживання енергії.

## Енергетична безпека
Як зазначалось раніше, для деяких країн атомна енергетика забезпечує енергетичну незалежність, оскільки дозволяє подолати залежність від імпортного палива. Крім того, атомної енергетики практично не торкнулися санкції. Однак, слід відзначити, що країни, на які сьогодні припадає понад 30 % світового видобутку урану — Казахстан, Намібія, Нігер, Узбекистан — є політично нестабільними.

## Економіка

### Будівництво нових АЕС
Складно передбачити, якими темпами відбуватиметься будівництво нових АЕС, з огляду на те, що багато в цьому питанні залежить від того, якому джерелу енергії нададуть перевагу інвестори. Як правило, необхідні високі витрати на будівництво атомної електростанції і низькі витрати на паливо. Також слід ураховувати витрати на виведення АЕС з експлуатації та на утилізацію радіоактивних відходів. З іншого боку, заходи, спрямовані на боротьбу з глобальним потеплінням, такі як податки і квоти на викиди вуглецю, навпаки, можуть посприяти розвитку ядерної енергетики.

## Безпека та аварії на АЕС
За весь час[коли?] існування АЕС у всьому світі сталося 99 аварій. 57 з них відбулося після Чорнобильської катастрофи, тоді як 57 % (56 з 99) всіх аварій на АЕС трапилося в США. До найсерйозніших аварій на АЕС належать аварія на АЕС Фукусіма-1 (2011), чорнобильська катастрофа (1986), аварія на АЕС Три-Майл-Айленд (1979) і деякі інші.

### Чорнобильська катастрофа

Карта радіоактивного забруднення нуклідом цезій-137 на 1996 рік: закриті зони (понад 40 Кі/км²) зони постійного контролю (15—40 Кі/км²) зони періодичного контролю (5—15 Кі/км²) 1—5 Кі/км².

26 квітня 1986 року сталась аварія на Чорнобильській атомній електростанції. Внаслідок вибуху і подальшої пожежі в атмосферу викинуто багато радіоактивних речовин, які поширилася на території західної частини СРСР і Європи. Ця аварія вважається найстрашнішою за всю історію існування АЕС і їй, разом з аварією на АЕС Фукусіма-1, надано максимальний, 7-й рівень за Міжнародною шкалою ядерних подій (INES). До ліквідації наслідків аварії залучено понад 500 000 осіб, а витрати в сумі 18 млрд карбованців завдали серйозного удару по радянській економіці. Аварія поставила питання про безпеку атомної енергетики, що на кілька років сповільнило розвиток галузі.